# Ромадин, Иван Николаевич
Иван Николаевич Ромадин (1894, Ухолово, Рязанская губерния — 1978, Рязань) — российский, советский офицер, участник 1-й мировой, гражданской и Великой Отечественной войн; командир 1-го Рязанского добровольческого полка; следователь прокуратуры, прокурор.

## Биография
Родился в семье учителей. Окончив Скопинское реальное училище (1912), работал конторщиком. Поступил вольноопределяющимся в армию, учился в Киевском военном училище.
С началом 1-й мировой войны в звании прапорщика служил в действующей армии; в 1917 году — штабс-капитан, командир батальона. После Февральской революции на общем собрании военнослужащих 12-го Сибирского полка был избран командиром полка; принял Октябрьскую революцию. С 1918 года возглавлял милицию Михайловского уезда Рязанской губернии.
В должности командира 106-го Московского стрелкового полка Красной Армии воевал на Южном фронте гражданской войны. С 1920 года командовал отдельным полком охраны штаба Туркестанского фронта (Ташкент), затем во главе того же полка воевал на Южном фронте; был ранен. После лечения возглавлял школу младшего комсостава в Рязани; в 1923 году демобилизовался как инвалид гражданской войны.
Работал инспектором уголовного розыска Рязанской губернии, затем следователем в Рязанском уезде. С сентября 1930 года — следователь, с октября 1937 — старший следователь прокуратуры Рязанской области.
С началом Великой Отечественной войны одним из первых создал отряд народного ополчения из работников суда, прокуратуры и адвокатуры в количестве 60 бойцов. В октябре 1941 года по заданию 1-го секретаря Рязанского обкома ВКП(б) С. Н. Тарасова сформировал Рабочий добровольческий полк Рязани, был назначен его командиром; одновременно оставался в штате прокуратуры области. С 1942 года — в составе действующей армии, старший лейтенант юстиции.
С 1945 года — прокурор следственного отдела областной прокуратуры, с 1957 года — следователь прокуратуры Октябрьского района Рязани. В сентябре 1958 года вышел на пенсию.

## Память
Подлинник удостоверения командира добровольческого полка И. Н. Ромадина, его часы и кобура хранятся в Рязанском историко-архитектурном музее.
Биографические данные И. Н. Ромадина опубликованы в книге о сотрудниках — участниках Великой Отечественной войны, подготовленной кадровой службой прокуратуры Рязанской области к 70-летию Дня Победы и выпущенной в 2015 году.